# Per Olof Christopher Aurivillius
Per Olof Christopher Aurivillius (15 de enero de 1843, Forsa – 20 de julio de 1928) fue un entomólogo sueco.

## Biografía
Nació en Forsa, Suecia. Fue director del Museo Sueco de Historia Natural en Estocolmo y se especializó en Coleoptera y Lepidoptera. Durante, un tiempo largo, fue secretario de la Real Academia de las Ciencias de Suecia. Su hermano fue el naturalista Carl Wilhelm Samuel Aurivillius (1854−1899) y su hijo el zoólogo Sven Magnus Aurivillius (1892−1928).
Fue autor de la Parte 39 Cerambycidae: Cerambycinae (1912) y de las Partes 73 y 74. Cerambycidae: Lamiinae (1922, 1923) en: S. Schenkling (ed.) Coleopterorum Catalogus. W. Junk, Berlín, 1000 p. También Rhopalocera Aethiopica (1898), haciendo importantes contribuciones en Adalbert Seitz  Die Großschmetterlinge der Erde Band 13: Abt. 2, Die exotischen Großschmetterlinge, Die afrikanischen Tagfalter, 1925 y muchos artículos sobre Lepidoptera de África; y, Über sekundäre Geschlechtscharaktere nordischer Tagfalter Estocolmo (1880) un trabajo sobre polillas.

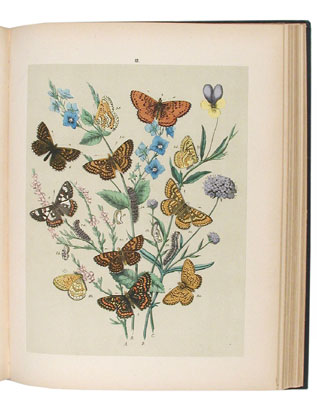
Plancha de Nordischer Tagfalter.

Fue también secretario permanente de la Academia sueca Real de Ciencias de 1901 a 1923.

## Algunas publicaciones
- Über sekundäre Geschlechtscharaktere nordischer Tagfalter, Stockholm (1880)
- Svenska Män och Kvinnor Del 1, Albert Bonniers förlag, Stockholm (1942)
- Svenskt biografiskt lexikon, 2.º v. Albert Bonniers förlag, Stockholm (1920)
- Coleopterorum Catalogus Part 39 Cerambycidae: Cerambycinae, S. Schenkling ed. Berlín (1912) PDF
- Coleopterorum Catalogus Parts 73 et 74. Cerambycidae: Lamiinae, S. Schenkling ed. Berlín (1922, 1923)

### Artículos sobre Lepidoptera africanos
- Aurivillius, 1893 "Diagnosen neuer lepidopteren aus Afrika" Entomologisk tidskrift 14: 199-214
- ———, 1894 "Beiträge zur Kenntniss der Insektenfaun von Kamerun. 2. Tagfalter" Entomologisk tidskrift. 15: 273-314
- ___, 1898 Rhopalocera Aethiopica (1898) BHL
- ———, 1898 "Diagnosen neuer Lepidopteren aus Afrika" Entomologisk tidskriftr. 19: 177-186
- ———, 1898 "Neue Nymphaliden aus dem Congogebiete Öfvers" K. Vetensk Akad. Förh. Stockh. 54: 279-286
- ———, 1901 "Diagnosen neuer Lepidopteren aus Afrika" Entomologisk tidskrift. 22: 113-128

## Abreviatura (zoología)
La abreviatura Aurivillius  se emplea para indicar a Per Olof Christopher Aurivillius como autoridad en la descripción y taxonomía en zoología.